# Национална психологическа асоциация за психоанализа
Националната психологическа асоциация за психоанализа (НПАП) членска асоциация в Ню Йорк е организация на психоаналитици посветена на напредъка в психоанализата като наука и професия.
Основана е от Теодор Райк през 1948 г., следвайки идеалите за обучение и практика на психоанализата, както са предвидени от Зигмунд Фройд, за да предложи обучение без значение на това дали обучаващия се е лекар или не. Асоциацията публикува многоуважаван и международна признат журнал „Психоаналитичен преглед“ – най-старият, продължаващ да се издава журнал в САЩ.
Обучителния институт на НПАП еволюира от първите семинари през 1948 на Теодор Райк, ученик на Фройд и главен глас в психоанализата до смъртта си през 1969 г. Днес института предлага изчерпателно психоаналитично обучение оснавано на класическата традиция и разширено от днешните постижения, и създадено, за да подготвя кандидати за професионална практика по психоанализата.